# Mehdi Zaya
Mehdi Zaya (en arabe : المهدي زايا), né le 15 avril 1996 à Marrakech (Maroc) est un footballeur marocain évoluant avec le club de l'Olympique de Safi. Il joue au poste de défenseur.

## Biographie
Formé au Kawkab Marrakech, il dispute cinq saisons en professionnel avec cette équipe. Il joue un total de 67 matchs en première division marocaine avec ce club. Lors de l'été 2019, il est transféré à l'OC Khouribga, en échange d'une somme de 140 000 euros, à la suite de la descente du Kawkab Marrakech en D2 marocaine.
Le 17 novembre 2020, il signe un contrat de deux ans à l'Olympique de Safi. Le 10 décembre 2020, il marque son premier but professionnel, à l'occasion d'un match de championnat face au Wydad Athletic Club (victoire, 2-1).